# Józef Sipiński

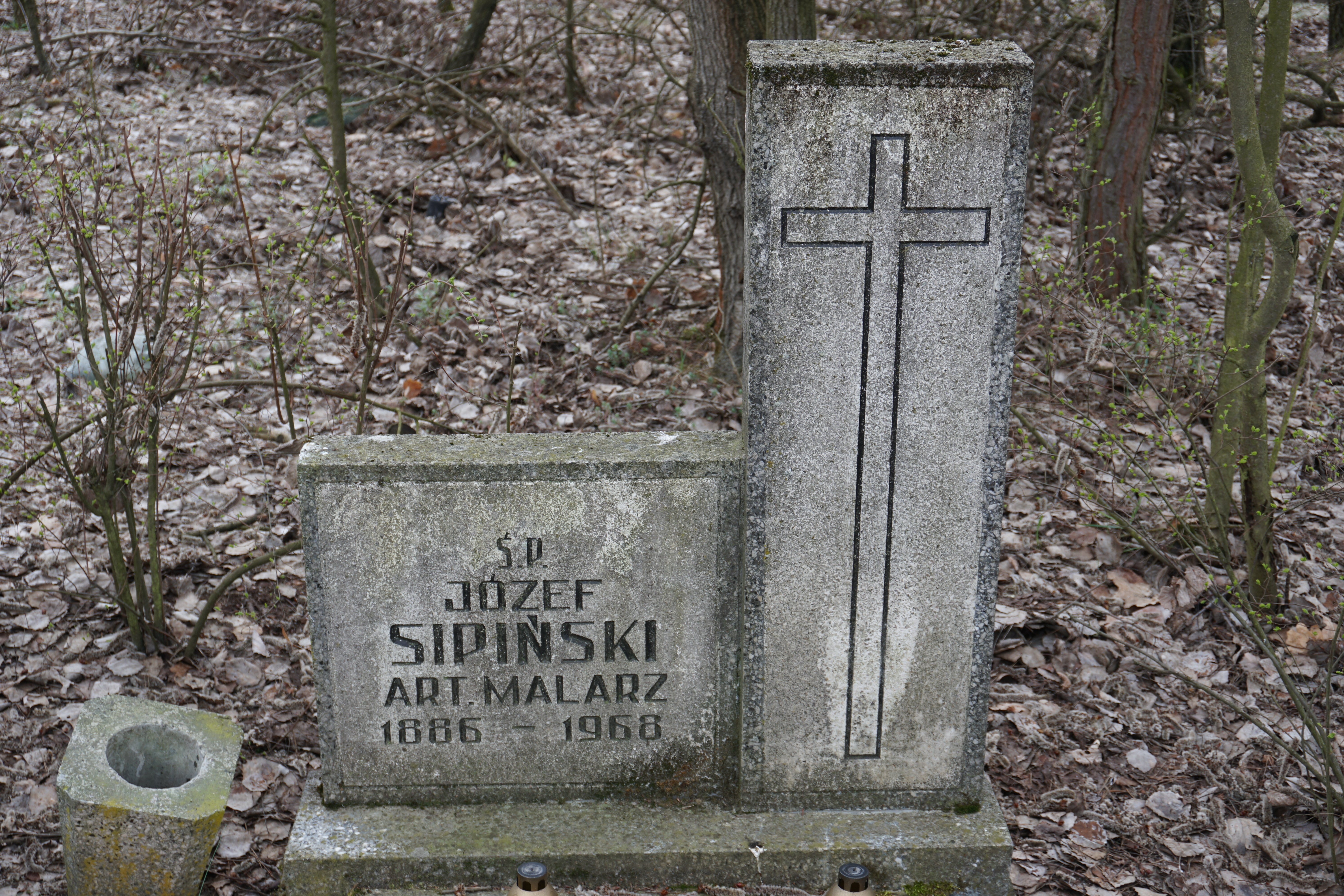
grób Józefa Sipińskiego na cmentarzu Miłostowo w Poznaniu

Józef Sipiński, znany też jako Alfred Józef Sipiński (ur. 28 marca 1886 w Poznaniu, zm. 18 czerwca 1968 w Poznaniu) – polski malarz i aktor.

## Życiorys
Józef Sipiński urodził się jako syn Wacława Sipińskiego i Katarzyny z domu Zajączek. 4 czerwca 1946 wziął ślub z Rozalią Cisińską. Pochowany jest na cmentarzu na Miłostowie w Poznaniu (pole 40, kwatera 3).
W roku 1931 miała miejsce wystawa zbiorowa prac Sipińskiego w Galerii Zachęta. W 1934 roku otrzymał stypendium "zbiorowe" w wys. 900 zł. W 1936, w kategorii Nagroda L. Wellisza za grafikę, otrzymał dyplom honorowy.
Po II wojnie światowej występował w Teatrze Polskim w Poznaniu.
Był bratem aktora Stefana Sipińskiego. Jednym z jego bratanków (od brata Franciszka Sipińskiego) był Janisław Sipiński, polski bokser, córką natomiast innego bratanka (od brata Stanisława Sipińskiego) znana polska piosenkarka Urszula Sipińska.